# Ficarra
Ficarra település Olaszországban, Szicília régióban, Messina megyében. Lakosainak száma 1286 fő (2023. január 1.). Ficarra Naso, Sant’Angelo di Brolo, Brolo és Sinagra községekkel határos.

## Népesség
A település lakossága az elmúlt években az alábbi módon változott:
| Lakosok száma | 1443 | 1418 | 1286 |
|               | 2017 | 2018 | 2023 |